# Лищук, Александр Сергеевич
Александр Сергеевич Лищук (16 февраля 1986, Ковель, Волынская область, Украинская ССР, СССР) — украинский футболист, полузащитник.

## Игровая карьера
Воспитанник ковельского футбола. Первый тренер — Николай Лис.
Начинал играть в 2004 году в львовских командах «Галичина-Карпаты» и «Карпаты-2» во второй лиге чемпионата Украины. В 2005 году перешёл в клуб высшей лиги «Борисфен». В сезоне 2004/05 в бориспольском клубе играл только в турнире дублёров. В следующем сезоне, когда «Борисфен» опустился в первую лигу, Лищук стал игроком основной команды. После того как в 2006 году бориспольский клуб был расформирован, Лищук продолжил карьеру в Латвии.
В 2007 году стал игроком команды «Виндава» (Вентспилс), с которой стал победителем первой лиги чемпионата Латвии и с 33 голами — вторым бомбардиром турнира. 5 апреля 2008 года в игре против «Юрмалы» дебютировал в высшем дивизионе Латвии. Всего в высшей лиге ЛМТ сыграл 9 матчей, забил 2 гола. Команду покинул по ходу второго круга. Год доигрывал в луганском «Коммунальнике».
В 2009 году перешёл в ФК «Львов». Первый матч в Премьер-лиге сыграл 4 апреля того же года против «Арсенала». Всего в высшем дивизионе провёл 8 игр. После вылета львовской команды в первую лигу, Лищук оставался её игроком ещё пол сезона. Затем выступал в той же первой лиге в командах «Нефтяник-Укрнефть» и «Николаев».